# 王寺川駅
王寺川駅（おうじがわえき）は、かつて新潟県長岡市に所在した越後交通長岡線の駅（廃駅）である。

## 駅構造
1面3線の切欠きホームであり地上駅であった。
外側にもう一本線路があったが、ホームは存在しておらず、列車交換用に設けられた可能性が高い。また、与板方向のホーム先端が切欠き構造となっていた。その部分は貨物用として使用されていたと思われる。

## 駅跡地
駅舎は既に取り壊されているが、ホームは残存している。

## 駅名由来
駅周辺の地名である「王番田町」・「寺宝町」・「河根川町」の各町名の一字を取り、「王寺川」という駅名となった。周辺地域の地名も王寺川地区と呼ばれている。

## 歴史
- 1916年（大正5年）1月5日 - 西長岡 - 与板間の開業により、長岡鉄道の駅として開業。
- 1951年（昭和26年）12月1日 - 西長岡 - 寺泊間が電化。
- 1960年（昭和35年）10月1日 - 3社合併により越後交通が発足。長岡線の駅となる。
- 1975年（昭和50年）4月1日 - 越後関原 - 大河津間廃線により、駅廃止。

## 隣の駅
越後交通
長岡線
越後日吉駅 - 王寺川駅 - 脇野町駅